# Гиберелини
Гиберелини су класа биљних хормона, првобитно изолованих из гљиве Gibberela fujikuroi, по којој су добили назив. Данас ова класа хормона обухвата преко 120 једињења сличне хемијске структуре. Главна функција гиберелина је издуживање (промоција раста) биљака, прекид дормантности семена, као и стимулација клијања поленовог зрна код неких врста. Једињења која блокирају ефекат гиберелина називају се ретарданти раста.

## Откриће гиберелина
Откривени су 1926. године. у Јапану радом физиолога Куросаве (лат. Kurosawa) на гљиви Gibberella fujikuroi која паразитира на пиринчу. Код биљака пиринча које су заражене овим паразитом стабло се јако издужује због чега биљке полегну и не доносе плод. Откривено је да узрок томе паразитска гљива која у ткиво домаћина излучује хормон који је по њој добио назив гиберелин.
Десетак година касније, тачније 1938. године, опет јапански физиолози Јабута и Сумики успевају да изолују гиберелин у виду кристалне материје.
Касније, 1956, су ови хормони откивени и код биљака, а данас је познато преко 100 њихових различитих врста и то 20 у кукурузу, 14 у пиринчу, преко 8 врста у семенима пасуља итд.

## Хемијски састав
Гиберелини припадају групи дитерпеноида (19 или 20 C-атома) који имају гибански прстен у молекулу, а могу се одредити као гиберелинске киселине. Гиберелинске киселине се, према међународном договору, обележавају као GAn, где n представља редни број одређеног гиберелина. Подела ових хормона извршена је према хемијској структури, а не према њиховом физиолошком деловању.

## Метаболизам
Гиберелини настају у хлоропластима и њиховим прекурзорима у младим листовима вршних пупољака, меристемским ткивима стабла и корена, семенима. Почетно једињење у биосинтези је мевалонска киселина која настаје од ацетил коензимаА. Од ње процес тече кроз још две фазе које се одвијају у ендоплазматичном ретикулуму у цитосолу. Прво настаје GA12  алдехид, основно једињење од кога настају сви гиберелини. Од места синтезе хормони се транспортују проводним ткивом, флоемом, у неактивном облику до места где ће деловати.

## Физиолошко деловање
Најважнији физиолошки ефекти гиберелина су: 
- издуживање интернодија стабла биљака што је посебно изражено код патуљастих биљака и биљака са лисном розетом
- поспешивање клијања семена и омогућавање клијања семена када нису задовољени услови спољашње средине, тако се стратификација семена може заменити деловањем гиберелина па ће семе клијати иако није стратификовано
- подстицање партенокарпије,  што је посебно изражено код краставца и парадајза
- имају позитивни утицај на развој бољег и крупнијег плода
- убрзавају цветање, утичу на смањење броја цветова чиме се добијају крупнији плодови